# Obereopsis mirei
Obereopsis mirei là một loài bọ cánh cứng trong họ Cerambycidae.